# Phytomyza flavofemorata
Phytomyza flavofemorata este o specie de muște din genul Phytomyza, familia Agromyzidae, descrisă de Gabriel Strobl în anul 1893.
Este endemică în Austria. Conform Catalogue of Life specia Phytomyza flavofemorata nu are subspecii cunoscute.